# 奧特內維奇
49°26′27″N 24°19′5″E / 49.44083°N 24.31806°E
奧特內維奇（羅馬化：Otynevychi）是烏克蘭西部的村莊，隸屬利維夫州的斯特雷區。該村面積1.16平方公里，海拔高度266米，2016年人口592，人口密度每平方公里651.46人。